# Нафта чорна
Нафта чорна (рос. нефть черная; англ. black oil; нім. schwarzes Erdöl n) — дуже важка нафта; термін використовують під час транспортування, щоб відрізнити чорну нафту від білої — легкої або чистої, а також конденсату.